# Partito Comunista di Taiwan
Il Partito Comunista di Taiwan è stato un partito politico socialdemocratico taiwanese.
È stato fondato da Wang Lao-yang il 16 ottobre 1994 a Sinhua, Tainan. Prima di fondare il partito, Wang era un membro attivo del Partito Democratico Progressista (DPP). Wang lasciò il DPP dopo una lotta interna al partito, in cui la fazione da lui favorita perse.
Un ricco agricoltore proprietario terriero, Wang ha trascorso i successivi tredici anni e cercando di registrare il Partito Comunista di Taiwan presso il Ministero dell'Interno, ma le sue domande annuali sono state ripetutamente respinte. Non è stato fino al 20 giugno 2008 che l'obiettivo di Wang è stato finalmente realizzato; quel giorno, i giudici della Corte costituzionale hanno dichiarato incostituzionale il divieto del comunismo a Taiwan, consentendo così la registrazione dei partiti comunisti. Wang ha successivamente registrato il Partito Comunista di Taiwan lo stesso giorno, diventando così il primo partito a includere legalmente "comunista" nel suo nome dopo la sentenza.
Wang ha affermato che il partito era cresciuto fino a raggiungere i 2.000 membri entro la fine del 2008.
Il 29 aprile 2020 il Partito Comunista di Taiwan è stato sciolto dal Ministero dell'Interno.
Sebbene il partito avesse nel nome "comunista", Wang ha dichiarato in un'intervista di non aver mai letto le opere di Karl Marx o Lenin e ha scelto il nome solo perché pensava che avrebbe attirato più interesse. Wang ha descritto il partito come socialdemocratico e ha sostenuto l'istituzione di uno stato sociale e di mutuo soccorso a Taiwan. Wang ha anche affermato che lo scopo del partito era quello di "creare un paradiso socialista a Taiwan sostenendo la linea socialista e l'eredità di Sun Yat-sen e dei suoi Tre principi del popolo".
Tuttavia, uno dei vicepresidenti del partito, Chien Ping-hung, ha dichiarato in un'intervista che il partito aveva un'appartenenza ideologicamente diversificata, da progressisti moderati disillusi dal DPP a devoti marxisti. Ad esempio, un altro vicepresidente del partito, Wu Miao-huo, ha affermato di aver trascorso due decenni a studiare il marxismo nella Cina continentale. Tuttavia, il partito non era ufficialmente comunista e come tale non tentò di stabilire relazioni con il Partito Comunista Cinese.